# 애머스트 칼리지
애머스트 칼리지(Amherst College)는 미국 매사추세츠주 애머스트에 있는 사립 리버럴 아츠 칼리지이다. 애머스트 대학교는 메사추세츠주에서 3번째로 오래된 학교로써 1821년에 라이벌로 여겨지는 윌리엄스 대학교 부지 이전을 위해 세워졌다. 애머스트 대학은 자유 교과과정 ("Open Curriculum")으로 널리 알려져 있다. 리버럴 아츠 칼리지의 특성상 학부만 존재한다. 근처의 마운트 홀리요크 대학교, 스미스 대학교, 햄프셔 대학교, 매사추세츠 대학교 애머스트와 함께 Five College Consortium에 속한다.

## 역사
1821년에 전신인 애머스트 아카데미 (Amhertst Academy)를 바탕으로 세워졌다. 초창기에는 학교운영의 어려움을 겪고 있던 윌리엄스의 대안학교로 여겨졌으나 윌리엄스 대학교에서 분리되어 독립된 하나의 교육기관으로 자리잡았다.
학교의 설립이후 빠르게 성장하여 1830년대에는 예일 대학교 다음으로 미국에서 가장 큰 학교가 되었다. 1835년에 애머스트 대학교는 고대 그리스의 전통에서 내려오는 자유 인문 교육 방식과 동일한 교육 방식을 채택했다. 그러나 이 교육 방식은 전통과는 다르게 그리스어와 라틴어에 집중하지 않고 대신에 영어, 프랑스어, 스페인어, 화학, 경제학과 같은 학문에 집중하였다. 이 교육방식은 바로 채택되지 않고 1900년대 들어서야 공식으로 채택되었다.
애머스트 대학교는 Cum Laude, Magna Cum Laude, Summa Cum Laude 와 같은 우등졸업생에게 주어지는 라틴 영예 (Latin Honors)를 미국에서 가장 먼저 준 학교 중에 하나로 기록되고 있다.
1975년 남녀공학 학교가 되기 전까지 남자만이 학생이 될 수 있는 남자대학교(Men's College) 이었다.

## 교육

### 명성
한 학년 450명의 소규모 대학이지만, 교수를 제외하고 졸업생 가운데 6명의 노벨상을 배출했으며, 미국 명문 의학대학원 진학 탑10위권 내에 있다. 졸업생의 80% 이상이 대학원에 진학하고 있다. 또한 애머스트칼리지는 2017년 포브스지 선정 '최고의 미국 대학교 순위'에서 17위를 차지했다.
2019년 발표된 'U.S. News and World Report' 랭킹에 따르면, 애머스트 칼리지는 윌리엄스 대학교에 이어 자유 인문 대학 2위를 차지했다. 참고로 미국해군사관학교와 육군사관학교(West Point)는 각각 17위와 21위를 기록하고 있다.

### 입학
2023년 졸업예정으로 2019년 가을에 입학하는 신입생(Class of 2023)의 경우 10,567명의 지원자 중 10.8%인 1,144명이 합격했다. 2008년 기준, 신입생들의 평균(middle 50%) SAT 점수는 1340-1560(비판적 독해와 수학 영역, 합계 1600점 만점)이었으며, ACT 종합 점수는 30-35점(36점 만점)이었다. 또한 신입생들의 79%는 졸업 고교에서 상위 10%에 속했다.

## 저명한 동문
저명한 동문으로는 미국의 30대 대통령 캘빈 쿨리지, 미 중앙정보국(CIA) 국장 18명중 3명(스탠스필드 터너. 윌리엄 웹스터. 존 도이치), 조세프 스티글리츠 세계은행부총재, 아베 전 일본 외상, 노벨 생리학·의학상 수상자인 해럴드 엘리엇 바머스, 아이젠하워 대통령의 아들인 역사학자 데이비드 아이젠하워, 오클라호마 폭탄 테러범 팀 멕베이를 구속기소 한 조세프 하츨러 연방검사, 프란시스코 플로레스 엘살바도르 대통령 당선자, 알베르 2세 (모나코), 메릴린치 창업자 찰스 메릴, <<열정속으로 하버드 로스쿨>> 소설의 저자 스콧 터로 및 <<다빈치 코드>> 소설의 저자 댄 브라운 등이 있다. 그리고 문헌정보학계에 큰 영향을 끼친 듀이 십진분류법을 창시한 멜빌 듀이 또한 동문이다. 일본 교토에 위치한 명문 사립 대학인 도시샤 대학의 설립자이자 일본 3대 교육가인 니지마 조 또한 동문이다.

## 저명한 교수
저명한 교수들 가운데 시인 로버트 프로스트가 영문학 교수로 1916년부터 40여 년 동안 재직한 바 있으며, 그의 이름을 딴 프로스트 도서관이 있다.

## 참조
1. ↑  “America's Top Colleges 2018”. Forbes. 2018년 11월 19일에 확인함.
2. ↑  “U.S. College Rankings 2019”. Wall Street Journal/Times Higher Education. 2019년 5월 7일에 확인함.
3. ↑  “Best Colleges 2019: National Liberal Arts Colleges Rankings”. U.S. News & World Report. 2018년 11월 19일.
4. ↑  “2018 Rankings - National Universities - Liberal Arts”. Washington Monthly. 2018년 11월 19일에 확인함.
5. ↑  https://www.forbes.com/top-colleges/list
6. ↑   https://www.usnews.com/best-colleges/rankings/national-liberal-arts-colleges. |제목=이(가) 없거나 비었음 (도움말)
7. ↑  “Admission Statistics | Amherst College”. 2012년 4월 18일에 원본 문서에서 보존된 문서. 2009년 7월 31일에 확인함.
8. ↑  권순택. “[창간특집/작지만 강한 대학]<1>美 애머스트大”. 《동아일보》 (애머스트).